# ANP32A
ANP32A (англ. Acidic nuclear phosphoprotein 32 family member A) – білок, який кодується однойменним геном, розташованим у людей на короткому плечі 15-ї хромосоми. Довжина поліпептидного ланцюга білка становить 249 амінокислот, а молекулярна маса — 28 585.
| 10         |  | 20         |  | 30         |  | 40         |  | 50         |
| ---------- |  | ---------- |  | ---------- |  | ---------- |  | ---------- |
| MEMGRRIHLE |  | LRNRTPSDVK |  | ELVLDNSRSN |  | EGKLEGLTDE |  | FEELEFLSTI |
| NVGLTSIANL |  | PKLNKLKKLE |  | LSDNRVSGGL |  | EVLAEKCPNL |  | THLNLSGNKI |
| KDLSTIEPLK |  | KLENLKSLDL |  | FNCEVTNLND |  | YRENVFKLLP |  | QLTYLDGYDR |
| DDKEAPDSDA |  | EGYVEGLDDE |  | EEDEDEEEYD |  | EDAQVVEDEE |  | DEDEEEEGEE |
| EDVSGEEEED |  | EEGYNDGEVD |  | DEEDEEELGE |  | EERGQKRKRE |  | PEDEGEDDD  |

A: Аланін

C: Цистеїн

D: Аспарагінова кислота

E: Глутамінова кислота

F: Фенілаланін

G: Гліцин

H: Гістидин

I: Ізолейцин

K: Лізин

L: Лейцин

M: Метіонін

N: Аспарагін

P: Пролін

Q: Глутамін

R: Аргінін

S: Серин

T: Треонін

V: Валін

Кодований геном білок за функціями належить до репресорів, фосфопротеїнів. 
Задіяний у таких біологічних процесах, як транскрипція, регуляція транскрипції. 
Локалізований у цитоплазмі, ядрі, ендоплазматичному ретикулумі.